# 藤原定実
藤原 定実（ふじわら の さだざね）は、平安時代後期の貴族。権中納言・藤原伊房の子。官位は従四位上・右京大夫。世尊寺家第4代当主。

## 経歴
後三条朝初頭の治暦4年（1068年）叙爵を受け、白河朝の承保4年（1077年）に侍従に任官。永保元年（1081年）頃に左近衛少将に任ぜられると、応徳3年（1086年）頃までこれを務めるが、従四位下への昇進に伴って少将を解かれたか。寛治4年（1090年）右京大夫に任じられ、承徳元年（1097年）従四位上に叙された。しかし、権中納言に昇った父・伊房が私貿易を咎められ寛治8年（1094年）に解官されたこともあり、昇進面では不遇で以降昇進に与ることはなかった。
その後、20年近くの長きに亘って右京大夫を務め、この間に土佐権守を兼ねた。元永2年（1119年）正月22日に病のために出家。天承元年（1131年）2月1日卒去。享年69。
この間、承保2年（1075年）に父・伊房が書写した『北山抄』（前田育徳会蔵）の校合を行ったことが知られ、他にも康和4年（1102年）の右大臣藤原忠実の上表及び尊勝寺落慶供養の願文の清書役を務め、天仁元年（1108年）の鳥羽天皇大嘗会の悠紀主基屏風の色紙形を執筆したことが知られている。

## 古筆
今日、定実の真蹟と確実に認めることができる筆蹟は遺されていない。しかし、先の『北山抄』における定実自筆の奥書と同筆の古筆類が多く残り、これらは定実の筆だと考えられる。元永3年（1120年）に作成されたとされる『元永本古今和歌集』は定実による写本とする有力説がある。
- 西本願寺本三十六人家集のうち「人麿集」「貫之集上」
- 元永本古今和歌集 - 伝源俊頼
- 巻子本古今和歌集 - 伝源俊頼
- 下絵拾遺抄切 - 伝源俊頼。『拾遺抄』巻一・三の8点が知られる巻物の断簡。銀泥で帳・鳥・草花・折枝などを下絵に描く。書芸文化院などに分蔵。
- 後撰和歌集切 - 伝源俊頼・伝藤原公任筆
- 経裏切 - 伝源俊頼
- 『筋切』『通切』 - 伝藤原佐理筆

## 官歴
- 治暦4年（1068年） 7月19日：従五位下
- 承保4年（1077年） 日付不詳：侍従
- 永保元年（1081年） 11月27日：見左近衛少将[1]
- 永保3年（1083年） 正月29日：見兼讃岐権介従五位上[2]
- 応徳2年（1085年） 正月22日：見正五位下[3]
- 応徳3年（1086年） 11月26日：見左近衛少将[4]
- 寛治4年（1090年） 8月10日：右京大夫[5]
- 承徳元年（1097年） 正月5日：従四位上[5]。正月29日：兼土佐権守[6]
- 永久3年（1115年） 3月12日：見右京大夫[7]
- 元永2年（1119年） 正月22日：出家[5]
- 天承元年（1131年） 2月1日：卒去

## 系譜
- 父：藤原伊房
- 母：高階成章の娘
- 妻：源基綱の娘
  - 男子：藤原定信（1088-1156）
- 生母不詳の子女
  - 男子：永意
  - 女子：藤原伊通室